# Reforma constitucional
Una reforma constitucional supone la modificación de la Constitución de un Estado. Tiene por objeto una revisión parcial o total de una Constitución.

## Reformas que se pueden hacer a la Constitución
La clasificación que tomaremos para reformar la constitución es doctrinaria; propuesta por varios estudiosos del Derecho, con base en su contenido que pueden ser: 
- Innovadoras: pretenden introducir o suprimir normas nuevas que no estaban reguladas antes para dar lugar a un tipo de institución verdaderamente original.
- Actualizadoras: su objetivo es reforzar el carácter de una institución ya existente o bien suprimirle elementos que ya no tienen razón de ser por su propia evolución.
- Explicativas: su fin es explicitar el alcance de una norma constitucional que generalmente sea entendible por la sociedad.
- Correctivas: pretenden enmendar las deficientes expresiones de los artículos sin alterar su contenido.

### Clasificación de las Constituciones
- Constituciones flexibles:

Son las que se puede reformar mediante una ley común de acuerdo al procedimiento ordinario de sanción de las leyes. Si las normas constitucionales pueden ser modificadas por el legislativo ordinario de la misma manera que las demás leyes estamos frente a una constitución flexible. 
- Constituciones rígidas:

Son las Constituciones en las cuales existen ciertas formalidades que no existen en las ordinarias para reformarla y afirman que esto le da más estabilidad y mayor fuerza legal a las Constituciones. Ejemplos: La Constitución política de la República de Guatemala de 1985, la Constitución de Estados Unidos del 17 de septiembre de 1787, La Constitución Política de El Salvador de 1983 y la francesa del 3 de septiembre de 1791. Las normas constitucionales que están colocadas por encima o fuera del alcance del poder legislativo, a razón de que habiendo sido dictadas por una autoridad superior “Asamblea Nacional Constituyente” no puede cambiarse. En consecuencia, la constitución rígida es la que no se puede reformar mediante una ley común sin un procedimiento especial distinto a las leyes y sectores.

## Fundamento de la reforma constitucional
Es la forma ordinaria reglada en el propio texto para ser reformado. Puede ser total o parcial.
La aspiración de la Constitución de establecer para el futuro un orden político, jurídico y social, se vería frustrado si quedase a merced de posibles alteraciones que cambiasen la organización del poder o vulnerasen los derechos que en ella se fijan. Además, se puede tener una reforma comiendo. También es lógico pensar que la Constitución no puede quedar a la disposición de poderes que deben su existencia a la misma, sería contradictorio que la obra del poder constituyente esté sujeta a lo que disponga el poder constituido. Pero de la misma forma resulta improcedente, negar la posibilidad de reforma de la Constitución, esto supondría que una generación podrían establecer pautas de una comunidad para siempre. Jean-Jacques Rousseau manifiesta que no existe sociedad a quien no pueda reconocerse el derecho a cambiar las condiciones generales de su existencia. Thomas Jefferson también defendió que sería antidemocrático negar a las generaciones futuras la capacidad para decidir su propio modo de vivir.

## Mutación constitucional
La mutación constitucional es el fenómeno de cambio lento y progresivo de la configuración del poder político y de los mecanismos institucionales, permaneciendo inalterable el texto constitucional escrito. El caso paradigmático del fenómeno descrito lo constituye la Constitución de Estados Unidos de 1787, que pese a las pocas enmiendas sufridas, aparece hoy según criterio unánime de la doctrina del Derecho Público americano, notablemente modificada respecto de su modelo originario de Filadelfia, esto se ha producido por una parte mediante diversas leyes ordinarias que actuaron sobre los "espacios vacíos", sino también y de manera fundamental por las sentencias del Tribunal Supremo. La razón de ser de la mutación viene de la necesidad de adecuar la relación entre la sociedad y las normas por las que ésta se rige. Otro ejemplo paradigmático es el vivido en Chile entre 1833 y 1925, donde con una misma constitución, con muy pequeños cambios, se pasó de un modelo de presidencialismo autoritario, a uno parlamentario.
Hay varios tipos de mutación constitucional:
- Mutaciones por prácticas políticas que no se oponen al texto constitucional: Son aquellas que llenan los "espacios vacíos" o lagunas de la constitución. Este tipo se da, por ejemplo, en la potestad de los Tribunales Federales de los Estados Unidos para declarar inaplicable una ley. Esta facultad no está contenida en dicha Constitución pero es una base fundamental de la democracia estadounidense.
- Mutaciones por prácticas que se oponen al texto: Un ejemplo de este tipo se da en países que, como en España, los partidos políticos sancionan a los parlamentarios que no siguen la disciplina de voto. Esto va en contra del artículo 67.2 de la Constitución española que prohíbe el mandato imperativo de Diputados y Senadores.
- Mutaciones por desuso de las competencias establecidas en la constitución: Se da este tipo no por un simple no ejercicio de esas competencias sino cuando la práctica política impide de hecho su ejercicio. Por ejemplo, el derecho de los presidentes de la República Francesa (jefes de Estado) a disolver el parlamento se ha convertido en una práctica en desuso.
- Mutaciones por interpretación del contenido de la Constitución: Es el más frecuente. Se refiere a la interpretación judicial efectuadas por los tribunales constitucionales o por los tribunales supremos en aquellos países que carecen de los primeros. A veces, en dicha interpretación se cambia el significado de las palabras o artículos de la Constitución.